# حركة العدالة والبناء
حركة العدالة والبناء
هي حركة سورية معارضة تأسست عام 2006 وتسعى إلى إحداث تغيير جذري في الحياة السياسية في سوريا.
و يرأس الحركة السيد أنس العبدة.

## قيادة الحركة
نحن مواطنون سوريون من مختلف الأعمار والمهن فيهم الطلاب والحرفيون والأكاديميون ورجال الأعمال، جمعهم حبهم لبلدهم سورية واعتزازهم بتراثها وحضارتها وتطلعهم لمستقبل أفضل لاجيالها الواعدة، فتنادوا للعمل معاً لإزاحة كابوس الظلم والفساد والقهر والخوف، حالمين وعاملين من أجل سورية حرة قوية أصيلة ومعاصرة، سعيدة ومزدهرة.

## اهداف الحركة
1. الانتصار للحرية والحق والقيم والأخلاق وحقوق الإنسان في كل مكان وعلى كل صعيد.
2. تحقيق العدالة والتنمية للفرد والأسرة والمجتمع بمنظور يجمع بين الأصالة والمعاصرة.
3. العمل على بناء نظام برلماني حر في سورية يحتكم لصندوق الاقتراع ويستند إلى دستور يحافظ على هوية الشعب السوري ويفصل بين السلطات ويكفل حقوق الإنسان وحرية تشكيل الأحزاب وتداول السلطة لجميع المواطنين دون تمييز.

## النظام الداخلي
تجدون النظام الداخلي على موقع الحركة عبر الإنترنت www.forsyria.org

## المجلس التنفيذي
ومن المقرر مسؤول جهاز صنع في الحركة. ويتم انتخابه من قبل أعضاء MJD داخل سوريا وخارجها.
وسائل الإعلام ومكتب العلاقات العامة
وتنتج جميع البيانات الصحفية والنشرات الإخبارية، وتنسق مع شبكات وسائط الإعلام ومراكز البحوث والمؤسسات والمنظمات غير الحكومية في جميع أنحاء العالم لتغطية القضايا السورية.
البحوث ومكتب السياسات
وتجري الأبحاث والتقارير الخاصة بشأن القضايا السورية، مسودات مقترحات السياسة العامة ويحلل الأحداث السياسية.
مكتب العلاقات الخارجية
كلفت التواصل وبناء علاقات مع الحكومات والبرلمانات، والمؤسسات الرسمية في جميع أنحاء العالم.
المكاتب الإقليمية
التجمع السوري الجاليات الأجنبية في جميع أنحاء العالم وراء الحركة المؤيدة للديمقراطية.

## أسماء
السيد أنس العبدة هو رئيس حركة العدالة والبناء في سورية. ولد في دمشق عام 1967، ونشأ هناك. نال درجة البكلوريوس في الجيولوجيا من جامعة اليرموك وانتقل إلى المملكة المتحدة في عام 1989 لمواصلة الدراسات العليا. منذ عام 1991 وهو يعمل في إدارة تكنولوجيا المعلومات، ولديه ما يزيد على عشر سنوات من الخبرة في هذا المجال.
الدكتور إبراهيم المرعي هو عضو في المجلس التنفيذي. ولد في ادلب عام 1973 وترعرع في سوريا. حصل على شهادة في الطب من جامعة الموصل وعمل في المجال الطبي في عدة بلدان.
الدكتور عاصم أبا زيد هو عضو في المجلس التنفيذي. ولد في درعا في عام 1968 وانتقل إلى العراق لدراسة البكالوريوس في الاقتصاد في جامعة الموصل. تابع دراسته وحصل على درجة الماجستير في الاقتصاد والدكتوراه في أسواق الأسهم وله العديد من الدراسات الاقتصادية.

## الموقع الرسمي
حركة العدالة والبناء